# Lloyd Ahern II
Lloyd Nicholas Ahern, conosciuto come Lloyd Ahern Jr o Lloyd Ahern II (Los Angeles, 7 giugno 1942), è un direttore della fotografia statunitense.
È collaboratore abituale del regista Walter Hill, per il quale ha curato la fotografia di ogni suo film a partire da I trasgressori (1992).

## Biografia
Figlio del direttore della fotografia Lloyd George Ahern, attivo soprattutto in campo televisivo, frequenta i set cinematografici fin da bambino, tanto da essere scelto, dodicenne, per interpretare il ruolo del principe bambino in Il principe coraggioso (1954), sua unica apparizione davanti alla macchina da presa.
Dopo aver compiuto l'apprendistato nel reparto operatori degli studios della rete televisiva CBS durante gli anni sessanta, esordisce come operatore alla macchina nel film televisivo All the Kind Strangers (1974), diretto da Burt Kennedy.
Lavora come operatore nelle troupe di Howard Schwartz e Frank Phillips, per poi esordire all'inizio degli anni ottanta come direttore della fotografia di serie televisive quali Magnum, P.I. e Simon & Simon.
Il suo debutto nel cinema è del 1992, con il film I trasgressori, diretto da Walter Hill, per il quale aveva già lavorato come operatore per Strade di fuoco (1984). È l'inizio di una regolare collaborazione che attraversa diversi generi, dai western Geronimo (1993) e Wild Bill (1995) al gangsteristico Ancora vivo - Last Man Standing (1996), dal fantascientifico Supernova (2000) al carcerario Undisputed (2002).
Ha partecipato in qualità di direttore della fotografia aggiunto o direttore della fotografia della seconda unità, a grandi produzioni hollywoodiane come Jurassic Park (1993), X-Files - Il film (1998) e We Were Soldiers - Fino all'ultimo uomo (2002).

## Filmografia parziale

### Cinema
- I trasgressori (Trespass), regia di Walter Hill (1992)
- Geronimo, regia di Walter Hill (1993)
- Wild Bill, regia di Walter Hill (1995)
- Ancora vivo - Last Man Standing (Last Man Standing), regia di Walter Hill (1996)
- Turbulence - La paura è nell'aria (Turbulence), regia di Robert Butler (1997)
- Giovani, pazzi e svitati (Can't Hardly Wait), regia di Harry Elfont e Deborah Kaplan (1998)
- Supernova, regia di Walter Hill (2000)
- The Unsaid - Sotto silenzio (The Unsaid), regia di Tom McLoughlin (2001)
- Undisputed, regia di Walter Hill (2002)
- American Pie - Il matrimonio (American Wedding), regia di Jesse Dylan (2003)
- Derby in famiglia (Kicking & Screaming), regia di Jesse Dylan (2005)
- Jimmy Bobo - Bullet to the Head (Bullet to the Head) regia di Walter Hill (2012)
- Morto per un dollaro (Dead for a Dollar), regia di Walter Hill (2022)

### Televisione
- Alien Nation: Dark Horizon, regia di Kenneth Johnson – film TV (1994)
- Broken Trail - Un viaggio pericoloso (Broken Trail) regia di Walter Hill – film TV (2006)